# ヴァレンティン・フィラティエフ
ヴァレンティン・フィラティエフ（Valentin Ignatyevich Filatyev、1930年1月21日-1990年9月15日）は、ソビエト連邦の宇宙飛行士であったが、懲罰のために解雇された。
1960年3月7日、フィラティエフは27歳の時にユーリ・ガガーリンらとともに最初の20人の宇宙飛行士の候補に選ばれた。
1963年3月27日、フィラティエフはグリゴリー・ネリューボフ、イヴァン・アンキエフとともに駅で酔って治安を乱したとして、軍に逮捕された。報告によると、彼らを逮捕した軍人は、謝罪すれば罪を見逃すと伝えたが、ネリューボフがそれを拒んだとされている。そのため、1963年4月17日に3人は解雇されたが、公式には解雇は5月4日となっている。フィラティエフは一度も宇宙に行くことはなく、教師に転職した。
宇宙計画のイメージを守るため、アンキエフの解雇を隠す努力がなされ、宇宙飛行士姿の彼の写真にはぼかしが入れられた。このぼかしのために、「行方不明の宇宙飛行士」の噂が流れた。